# Oppidum de l'Ermitage
L'oppidum de l'Ermitage est un site archéologique situé sur le territoire de la commune d'Alès, dans le département du Gard (France).

## Localisation et environnement
L'oppidum est situé sur la colline dite de l'ermitage, à l'ouest du centre-ville d'Alès et surplombant la ville d'environ 150 mètres.
Une chapelle, nommée Notre-Dame-des-Mines au XIXe siècle, y est implémentée depuis le XIe siècle.

## Historique
Divers vestiges romains sont découverts vers 1840 et au début du XXe siècle. L'idée est émise que le lieu pouvait être celui d'un oppidum.
Le site connait deux grandes périodes d'occupation, la première au Ve siècle av. J.-C., la deuxième au Ier siècle av. J.-C. Le site est abandonné vers 30 av. J.-C.
Des fouilles préventives menées au printemps 2025 mettent à jour des habitats denses datant du Ier siècle au IVe siècle av. J.-C., avec notamment une magnifique mosaïque et des sépultures.

## Protection
L'oppidum fait l’objet d’un classement au titre des monuments historiques depuis le 27 octobre 1980.